# Alexandre-Mathieu-Victor Clavel d'Haurimonts
Œuvres principales
Enkiridion des mélanges Philosophiques, Moraux, Littéraires et Politiques du philanthrope vieux ermite de Philomélie-d'Haurimonts (recueil, 1834)
Alexandre-Mathieu-Victor Clavel d'Haurimonts, de son vrai nom Mathieu Clavel, né le 2 septembre 1755 à Mayrac (Lot, France) et mort le 25 septembre 1834 à Paris (France), est un poète français considéré comme un précurseur des poètes montmartrois.

## Biographie

### Jeunesse
Mathieu Clavel né le 22 septembre 1755 au hameau du Pigeon, sur le terroir de la paroisse Saint Martin de Mayrac (Lot, France),, Il est le neuvième enfant de l'union de Jean Clavel et Marie Carrière. Son père est selon les différents actes de naissance des enfants du couple décrit comme « maître maréchal » ou « travailleur ». Il est baptisé le 23 septembre en l'église Saint Martin de Mayrac, par le curé Delaserre et le parrain est son oncle paternel Mathieu Clavel (selon l'usage du temps le baptisé reçoit le prénom de son parrain) qui est alors curé de Foissac (Aveyron, France). Il fit ses premières années d'études au Collège Royal de Cahors, puis à Toulouse où dès l'âge de 17 ans il est nommé sous-professeur au collège royal. À Toulouse, il étudie auprès de Laromiguière dont il suivit pendant dix mois, au collège de l'Esquille, les leçons de philosophie selon Condillac. Il est ensuite enseignant à Tulle (Corrèze), où il se lie à Cabanis avec qui il semble qu'il soit parti pour Paris et qui sera un soutien pour lui. Clavel raconte sa jeunesse dans une épître de quinze cents alexandrins insérée dans son Enkiridion…,.

### Paris d'Ancien Régime
Installé à Paris « pauvre adolescent » il y est d'abord professeur au faubourg Saint Marceau (ou Saint Marcel) dans l'établissement de Jean Verdier,où il enseigne la physique, le grec, la musique et le blason. Il cite dans ses écrits plusieurs de ses élèves dont le jeune Talma, de huit ans son cadet, duquel il écrit :
Mais aussi Desgenettes, Cousin d'Avallon... Dès 1775, il se fait connaître par sa plume et fréquente quelques salons, met des vers sur des airs de Mozart ou voit ses vers mis en musique et chantés par les cantatrices en vue. Cette époque est celle d'un poète courtois, qui rime les sentiments.
Il change plusieurs fois de métier, sera médecin puis vérificateur aux Postes. Sa vie est, selon Louis Greil, très accidentée.

### Révolution et Montmartre
Clavel s'entiche pour la Révolution et même pour les héros de la Terreur. Lors de l'érection de l'arbre de la Liberté devant la direction des Postes, rue Saint-Honoré, il rédige un acrostiche à la République Française où on lit pour les vers qui terminent répuBLIQUE:
Il rimera encore à la gloire de Marat lors de l'inauguration du buste de ce dernier au bureau E de la poste de Paris. Personnage original, il reste sa vie durant républicain et épris de liberté.
Poète badin, il plagie au besoin les auteurs en vue de son époque comme Charles-Albert Demoustier, l'auteur des Lettres à Émilie, ainsi que le fait remarquer Rémy de Gourmont un siècle plus tard dans sa critique des parutions de l'Almanach des Muses pendant la Révolution.
Lassé de la ville et de mille extravagances personnelles il cherche son havre de paix. Le Montmartre d'avant la Révolution l'a enchanté, il veut s'y établir pour le reste de ses jours, mais voit grand et veut un jardin à la mode.
En l'an V (1796-1797), il trouve son bonheur dans une ancienne réserve royale, aux Grandes Carrières de Montmartre, sous la fontaine Saint-Denis, barrière de Clichy, route de Clignancourt.  Il s'établit donc  dans les plâtrières. Il devient alors celui qu'il désigne sous le vocable d'ermite gypseux de la Philomélie,. Car il avait baptisé son harmonieux ermitage du nom de Philomélie d'Haurimonts. Il reçoit beaucoup et y organise un ballet champêtre le 21 septembre 1810. Il y écrit de nombreux textes, odes à l'amour, la nature, la beauté, où il exprime ses joies familiales, son bonheur de vivre en ses lieux où il invite et reçoit affichant son bien-être. Les Parisiens d'humeur amoureuse et champêtre ne manquaient pas de faire visite au poète-musicien et philosophe de la Philomélie d’Haurimonts.

### Restauration et Monarchie de Juillet
La chute de l'Empire et l'entrée des forces coalisées dans Paris se traduit par l'occupation de la Philomélie. Tout y est détruit par l'occupant, ce qui donne à Clavel l'occasion de longs et douloureux poèmes dans lesquels il exprime sa désolation et où il déverse son ressentiment sur Napoléon. Il décrit les violences qu'il subit sous le terme de houspillement.
Dépité, à 60 ans passés, il vend sa demeure sans cesser de la chérir, ni promettre d'y revenir. Réfugié au no 12 de la Rue du Bouloy (ancien 4e arrondissement, depuis 1850 dans le 1er arrondissement de Paris) il compose jusqu'à la fin de sa vie. Les troubles de l'année 1830, en France, en Belgique et en Pologne lui donnent l'occasion de ses dernières indignations poétiques adressées à Louis-Philippe et aussi à Béranger qu'il s'étonne de ne pas voir se saisir des événements. Il publie cette dernière polémique en 1833 dans le premier de ses deux ouvrages, et l'insère en 1834 dans la compilation de ses textes en deux volumes.
La vieillesse est là, il écrit « le dit Clavel octogénaire, perclus, cacochyme, gisant depuis le 14 janvier 1834 sur son lit d'angoisses lancinantes, paralysie, tétanos, catarrhes, podagre et gravellerie ». Léon Lafage relève ici un trait connu de la prose de Clavel, dans laquelle la phrase se traîne et s'étale souvent sur une page entière et, parfois, la déborde. Louis Greil a par ailleurs relevé une phrase de 47 lignes et 350 mots. Il meurt le 25 septembre 1834 à Paris et est inhumé au cimetière de Montmartre dans la 21esection .

## Œuvres
Ce polémiste, inclus par Louis Greil dans sa série des « Fous littéraires du Quercy »,, et dont Gustave Mouravit regrette qu'il ne fut inclus dans la bibliographie des fous publiée en 1880 par Gustave Brunet , est redécouvert au tournant du XXe siècle par Virgile Josz, lequel voit en lui un précurseur des poètes de Montmartre et lui consacre un ouvrage entier, ce que Léon Lafage défend encore longuement dans le Figaro en 1928.

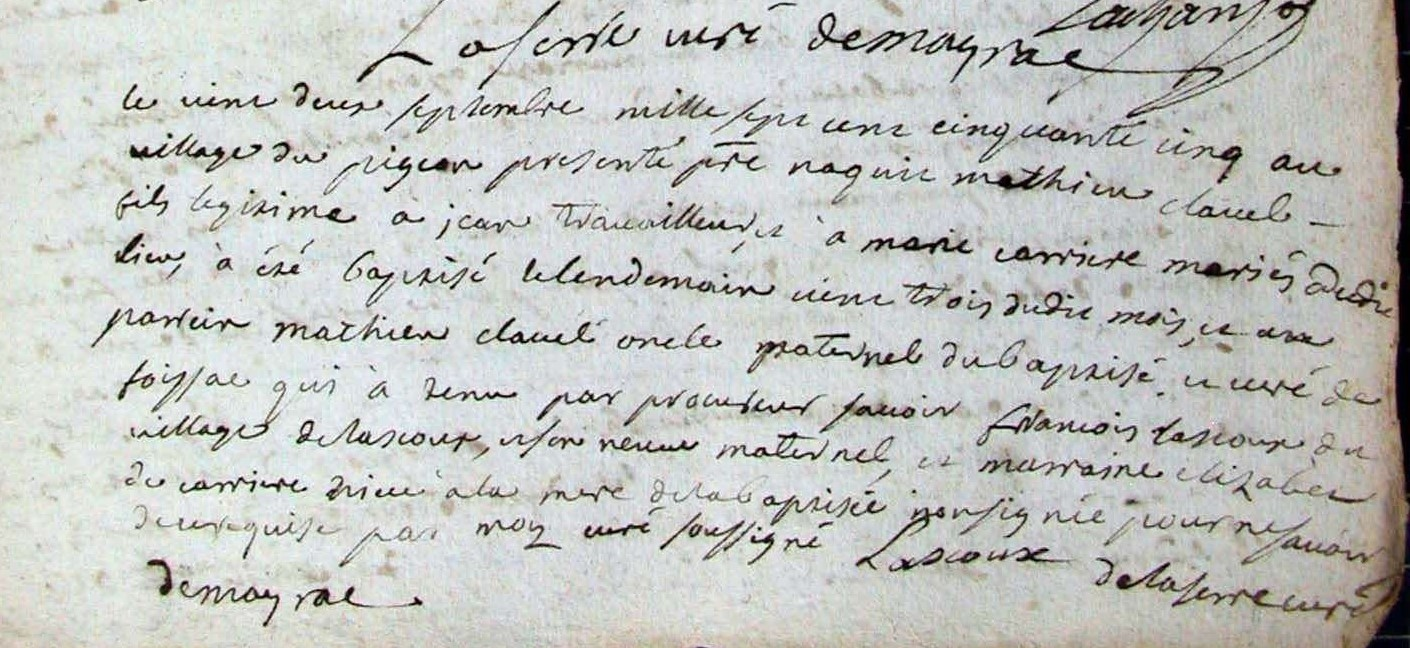
Acte de baptême de Mathieu Clavel, 1755

Clavel n'a publié que deux œuvres à un an d'écart, dont l'une en deux volumes réunit l'intégrale de ses textes, et ceci très tardivement à près de 80 ans.
- Épître et Palinodie d'un vieux pêcheur endurci à Nostradamus de Béranger avec la magique réponse du grand et divin sorcier. Perrotin éditeur. Passy, 1833. 48 p.
- Enkiridion des mélanges Philosophiques, Moraux, Littéraires et Politiques du philanthrope vieux ermite de Philomélie-d'Haurimonts, au bas de Montmartre ; expulsé militairement, houspillé, démoli, ruiné par les saints-alliés des nobles émigrés, rentrés en 1814 et 1815. Dédié aux improstituables patriotes purs, sincères amis des libertés publiques et des imprescriptibles droits de tous les citoyens utiles à tous les bienfaits du progrès vers les améliorations sociales que la presse indépendante réclame chez tous les peuples au nom de l'égalité naturelle et civile. Analectes inédits, ornés de vignettes, d'une planche en taille douce et de deux portraits. Paris, chez l'auteur, rue du Bouloy, no 12, et chez tous les Marchands de Nouveautés littéraires. 1834, 2 vol. in-16.

La signature de ses œuvres est déroutante. Ainsi Épître et Palinodie... est signé en couverture « par un ermite », et il faut aller à la page 20 de l’Épître proprement dit (page 22 de l'ouvrage) pour trouver la signature « Clavel d'Haurimonts, D.M. Rue du Bouloy, no 12, au 1er ». Son nom n’apparaît pas plus sur la couverture de l'Enkiridion...  signé du « philanthrope vieux ermite ». 
L'Enkiridion est un recueil des textes rédigés entre 1773 et 1834, soit entre ses 18 et 79 ans. Ils sont de différents genres ; poésies françaises ou latines et prose. Il est publié en deux petits volumes complétés d'une planche en taille-douce contenant l'acrostiche des noms et des titres de l'auteur « Alexandre Mathieu Victor Clavel Dhaurimonts Docteur en Médecine ». Dans cet acrostiche on retrouve quelques éléments biographiques (date de naissance, prénom, rang dans la fratrie, lieu de naissance), la confirmation de la précocité intellectuelle de Clavel « à trois lustres accomplis après avoir dans bonne école, traduit, en langue de Paris, Horace et le grec protocole, commenta Loke et Leybnis » et l'expression de ses goûts artistiques et de son engagement philosophique et politique.
Épître et Palinodie... est pour l'essentiel, un texte engagé, rédigé entre 1831 et 1832 (publié en 1833), où l'auteur s'adresse au très célèbre chansonnier Pierre-Jean de Béranger, chantre populaire de la liberté, alors que ce dernier ne compose rien après les journées de juillet 1830 et l'insurrection polonaise de novembre 1830.

### Accessibilité
Épître et Palinodie... et Enkiridion... dont le nombre d'exemplaires au tirage est inconnu, sont conservés à la Bibliothèque nationale de France. En 2018, le texte complet de l'Enkiridion n'est recensé par WorldCat que dans un seul site, celui de la Bibliothèque nationale de France, mais seul Épître et Palinodie est accessible via Gallica. Enkiridion... est introuvable et seuls les extraits publiés par Virgile Josz dans son ouvrage sont aisément accessibles en ligne. Il semble qu'il n'y avait déjà plus d'exemplaires en circulation en 1902.